# Dirty Deeds Done Dirt Cheap
A Dirty Deeds Done Dirt Cheap az ausztrál AC/DC együttes harmadik albuma, amely 1976 szeptemberében, először Ausztráliában jelent meg az Albert Productions gondozásában. Az ausztrál kiadás számlistája eltér a később nemzetközi forgalomba került nagylemez számlistájától. Az albumról a Jailbreak volt az első kislemez, amelynek B oldalára a nagylemezre fel nem került Fling Thing című számot tették.
1976 novemberében jelent meg Európában, egy kissé más formában, mint a két hónappal korábban kiadott ausztrál változat. A nagylemez az Egyesült Államokban csak 1981-ben, az énekes Bon Scott halála után jelenhetett meg.
A korábbiaknál keményebb hangzású lemezt 1976 januárjától márciusig, több részletben rögzítették az Albert Studiosban, miközben folyamatosan koncerteztek is. A lemez felvétele után, 1976. április 2-án Angliába repültek, az AC/DC első brit turnéjának lebonyolítására. Érdekesség, hogy az együttes első albuma (High Voltage) csak ekkor jelent meg Angliában és Európában, ahol ezután több mint fél éven át koncerteztek. Mielőtt november végén hazatértek Ausztráliába, az Atlantic Records kiadta Európában a Dirty Deeds Done Dirt Cheap LP-t egy kissé más formában, mint az eredeti ausztrál változat.
Az eredeti ausztrál kiadáshoz képest a nemzetközi piacra szánt LP más számlistával került a lemezboltokba. Nem csak a számok sorrendjét variálták meg, de lehagyták a R.I.P. (Rock in Peace) és a Jailbreak dalokat (mindkettő megjelent kislemezen is Ausztráliában), a helyükre pedig az Ausztrálián kívül még kiadatlan "Rocker" (az 1975-ös T.N.T. című második AC/DC-albumról), továbbá az 1976 szeptemberében Londonban rögzített Love at First Feel került fel a korongra. Utóbbi kislemezen is megjelent.

## Számlista

### Ausztrál kiadás
Első oldal
1. "Dirty Deeds Done Dirt Cheap" – 4:13
2. "Ain't No Fun (Waiting Round To Be A Millionaire)" – 7:30
3. "There's Gonna Be Some Rockin'" – 3:18
4. "Problem Child" – 5:49

Második oldal
1. "Squealer" – 5:18
2. "Big Balls" – 2:38
3. "R.I.P. (Rock In Peace)" – 3:35
4. "Ride On" – 5:51
5. "Jailbreak" – 4:41

### Nemzetközi kiadás
Első oldal
1. "Dirty Deeds Done Dirt Cheap" – 4:12
2. "Love At First Feel" – 3:10
3. "Big Balls" – 2:39
4. "Rocker" – 2:49
5. "Problem Child" – 5:45

Második oldal
1. "There's Gonna Be Some Rockin'" – 3:18
2. "Ain't No Fun (Waiting Round To Be A Millionaire)" – 7:29
3. "Ride On" – 5:49
4. "Squealer" – 5:14

## Közreműködők
- Bon Scott – ének
- Angus Young – szólógitár
- Malcolm Young – ritmusgitár
- Mark Evans – basszusgitár
- Phil Rudd – dob
- George Young – basszusgitár (a "There's Gonna Be Some Rockin'" c. dalban)